# Bruno Prats

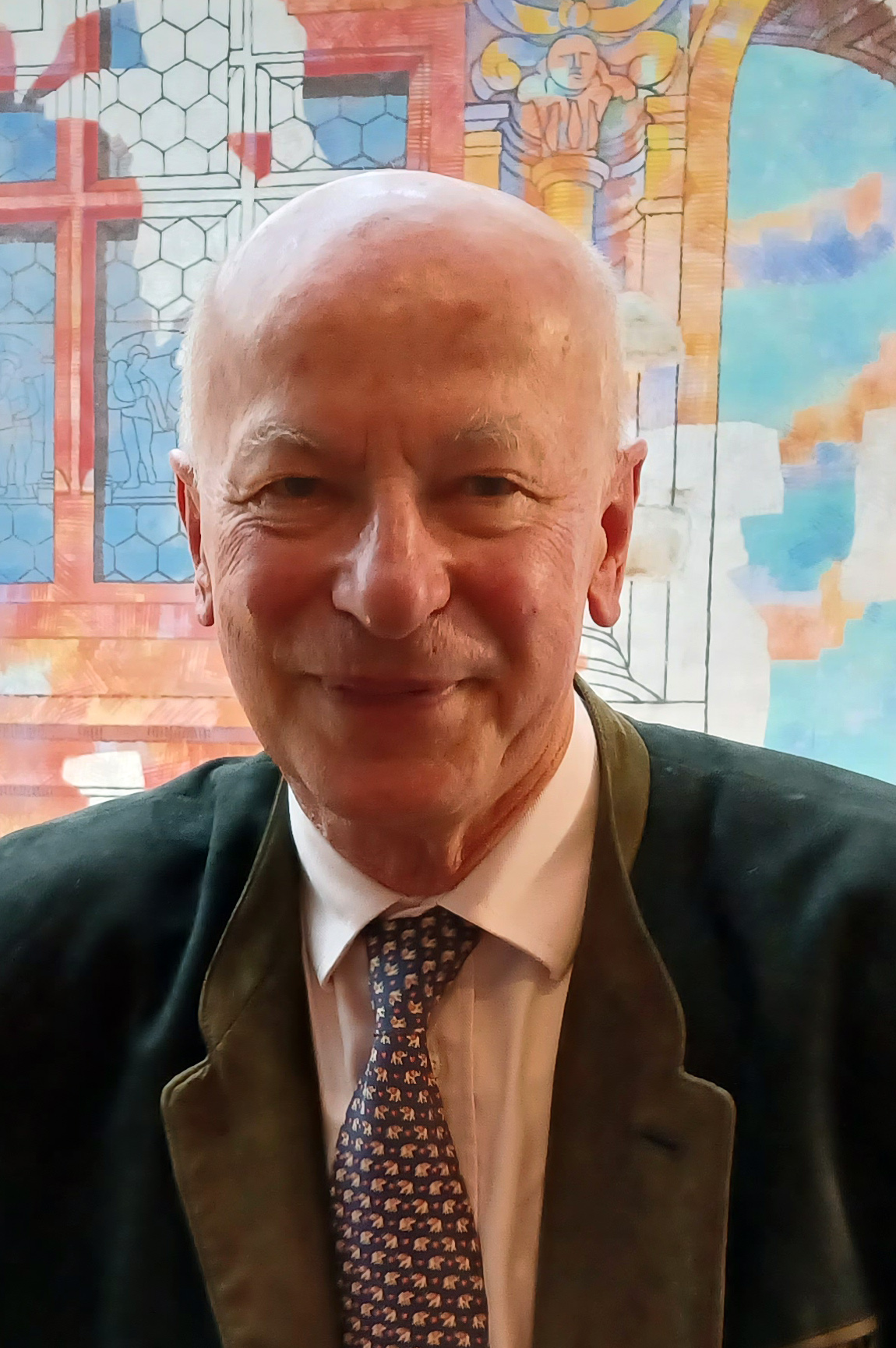
Bruno Prats im Restaurant Schlüsselzunft in Basel, 9. Juli 2021

Bruno Prats (* 1944) ist ein diplomierter Önologe und französischer Weinunternehmer, der seit einigen Jahren mit seiner Frau im Kanton Genf lebt. Seit 1997 ist er geschäftlich mit der Symington Family Estates liiert und betreibt in Régua am Douro im Hause Prats & Symington (P+S) das ca. 70 ha große Weingut Quita de Roriz, dessen Erstwein Chryseia im kleinen Johnson mit „überdurchschnittlich, bekannt, berühmt“ bewertet wird. Der große Johnson schreibt von einem „triumphalen Joint Venture“ zwischen den beiden Geschäftspartnern.

## Familie und Beruf
Der Familienname Prats geht auf die Vorfahren seiner Mutter zurück. Ursprünglich stammt die Familie aus Katalonien, wo der Name Prat oder Prats noch immer weit verbreitet ist. Bereits der Vater mütterlicherseits, Fernand Ginestet, war als Weinhändler aus der Stadt Bordeaux und Miteigentümer von Château Margaux aktiv. 1917 erwarb er Cos d’Estournel.
1970 erbten die Geschwister Yves, Jean-Marie und Bruno Château Margaux und Château Cos d’Estournel. Während sich die beiden Älteren um Margaux kümmerten, fiel Cos an Bruno.
1998 verkaufte Prats Cos d’Estournel die Bordelaiser Taillan-Gruppe und argentinischen Investoren, legte jedoch vertraglich fest, dass sein Sohn Jean-Guillaume als Geschäftsführer bestellt wurde. Im Jahr 2000 übernahm der in der Schweiz lebende französische Unternehmer Michel Reybier Château Cos d´Estournel und behielt den arrivierten Geschäftsführer. Der erste Wein im neuen Weingut in Portugal, der ausschließlich aus den heimischen Rebsorten Touriga Nacional und Touriga Franca hergestellt wird, erschien 2000. Das Verhältnis zwischen beiden autochthonen Sorten wird jedes Jahr entsprechend der Qualität des Leseguts neu zusammengestellt. Den Zweitwein vermarktet P+S unter dem Namen Post Scriptum.
Bruno Prats ist verheiratet und hat zwei Söhne und eine Tochter. In seiner Freizeit war er früher als Fahrtensegler entlang der französischen Küste und im Mittelmeer unterwegs.